# Nascimento a bordo de aeronaves e navios
O tema do nascimento a bordo de aeronaves e navios tem uma longa história no direito internacional público. A legislação sobre o assunto é complexa, pois diferentes países aplicam princípios distintos de nacionalidade — principalmente o jus soli e o jus sanguinis — em diferentes graus e com variadas qualificações.

## Antecedentes históricos
Antes de 1961, vários países previam expressamente, em suas legislações, que nascimentos e mortes ocorridos a bordo de aeronaves registradas naquele país seriam considerados como ocorridos em território nacional, e, portanto, as leis de nacionalidade daquele país seriam aplicáveis. Um exemplo disso era o § 32(5) do British Nationality Act de 1948.

## Leis contemporâneas
De acordo com a Convenção sobre Aviação Civil Internacional de 1944, nos artigos 17 a 21, toda aeronave possui a nacionalidade do país em que está registrada, e não pode possuir múltiplas nacionalidades. A legislação do país de registro da aeronave se aplica dentro dela. No entanto, as leis de nacionalidade de qualquer país já se aplicam globalmente, uma vez que cabe a cada país definir quem são seus nacionais. Portanto, essa convenção não tem efeito direto sobre as leis de nacionalidade. A convenção não afirma que um nascimento ocorrido em uma aeronave de determinado país deva ser tratado como um nascimento dentro desse país para fins de nacionalidade.
De acordo com a Convenção de 1961 sobre a Redução dos Casos de Apatridia, para fins de determinação das obrigações previstas, um nascimento ocorrido em um navio ou aeronave em águas internacionais ou no espaço aéreo internacional deve ser tratado como ocorrido no país de registro do navio ou da aeronave. No entanto, essa convenção se aplica apenas quando a criança, de outra forma, seria apátrida. Como na maioria dos casos a criança já estaria coberta pela nacionalidade dos pais (jus sanguinis), essa convenção raramente se aplica. Além disso, ainda há poucos países que são signatários da convenção de 1961.

### Brasil
A legislação brasileira estabelece, com base no princípio da extraterritorialidade, que as crianças nascidas em aeronaves civis brasileiras, ou em navios de guerra ou mercantes brasileiros, em alto-mar, ou de passagem em mar territorial estrangeiro têm direito à nacionalidade brasileira.

### Canadá
Crianças nascidas no espaço aéreo canadense recebem automaticamente a cidadania canadense. Contudo, nascimentos ocorridos sobre águas internacionais são avaliados caso a caso. Diversos fatores são considerados na determinação da cidadania no nascimento, sendo a filiação o mais importante. Entretanto, o fato de nascer em um veículo registrado no Canadá estabelece uma conexão com o país que provavelmente seria levada em consideração, caso fosse solicitada a cidadania canadense para a pessoa.

### Estados Unidos
A legislação dos Estados Unidos estabelece que indivíduos nascidos em navios estrangeiros atracados em portos dos EUA, ou dentro dos limites das águas territoriais dos EUA, são considerados cidadãos norte-americanos. Uma exceção importante a essa regra são os filhos de pessoas que, conforme a 14ª Emenda, não estão "sujeitas à jurisdição" dos Estados Unidos, como é o caso de diplomatas estrangeiros credenciados junto ao Departamento de Estado ou de forças inimigas em invasão. Contrariando um equívoco comum, nascer a bordo de um navio, avião ou embarcação militar dos EUA fora do limite de 12 milhas náuticas (22 km) não é considerado um nascimento em território dos EUA, e, portanto, o princípio do jus soli não se aplica.
Além da questão da cidadania da criança, também surge a questão de como reportar o "Local de Nascimento" de crianças nascidas em trânsito. A orientação do Departamento de Estado dos EUA determina que uma criança nascida em águas internacionais deve ter seu local de nascimento registrado como "AT SEA" ("no mar"), enquanto aquelas nascidas nas águas territoriais de qualquer país devem ter registrado o nome desse país. Já uma criança nascida em voo, em uma região onde nenhum país reivindica soberania, deve ter seu local de nascimento registrado como "IN THE AIR" ("no ar").